# Constante van Avogadro

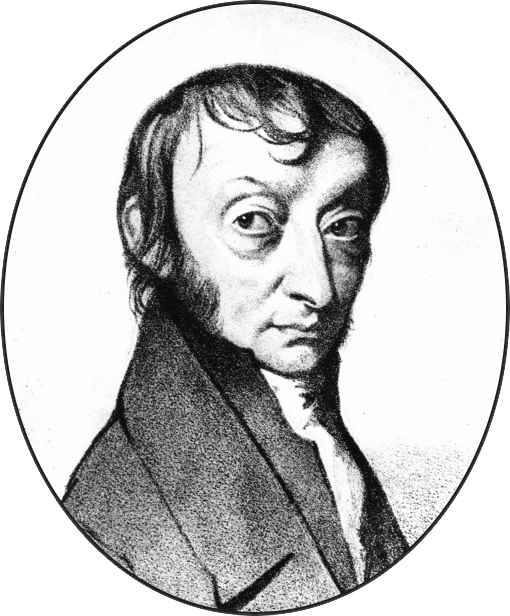
Amedeo Avogadro

De constante van Avogadro (IUPAC-symbool {\displaystyle N_{\text{A}}} of {\displaystyle L}) is een natuurkundige constante die de verhouding tussen aantal moleculen en de hoeveelheid stof aangeeft. De constante is gedefinieerd als het aantal deeltjes per mol en bedraagt per definitie exact
{\displaystyle N_{\text{A}}=6{,}022\ 140\ 76\times 10^{23}\ {\text{mol}}^{-1}}
De deeltjes kunnen moleculen, losse atomen en ionen zijn. In het geval van moleculen en ionen worden die geteld, dus niet het aantal atomen waaruit zij zijn samengesteld. 
Men spreekt ook over het getal van Avogadro, i.e. de getalwaarde van de constante (dimensieloos).
{\displaystyle \{N_{\text{A}}\}=6{,}022\ 140\ 76\times 10^{23}}
De constante maakt een cruciale brug tussen de deeltjes van de moleculaire wereld en de elementen van de door de mens waarneembare, macroscopische wereld. 

## Naam
De constante is naar Amedeo Avogadro genoemd, een Italiaanse natuur- en scheikundige en de grondlegger van de wet van Avogadro. Avogadro was de eerste die, in 1811, stelde dat het volume van een ideaal gas bij gelijke druk en temperatuur evenredig is met het aantal deeltjes. Hij moest daarbij de heersende atoomtheorie aanvullen met het concept molecuul dat lange tijd omstreden bleef. De Franse chemicus Jean-Baptiste Perrin stelde in 1909 voor Avogadro te eren met de naam van de constante.

## Waarde
De constante van Avogadro werd vroeger opgevat als een aantal, dus als een getal. De definitie ervan was eerst het aantal atomen in één gram waterstof, vandaar de oude naam gramatoom. 

### Tot 2019
De constante van Avogadro was volgens de definitie van 2006 gelijk aan het aantal atomen in twaalf gram van de koolstofisotoop koolstof-12 met als getalwaarde:
{\displaystyle N_{\text{A}}=(6,022\ 140\ 857\pm 0,000\ 000\ 074)\times 10^{23}{\text{mol}}^{-1}}
Deze definitie kan bij iedere zuivere stof worden toegepast en is het aantal atomen of moleculen dat samen een massa heeft gelijk aan de atoommassa of moleculaire massa in gram van de stof. Bijvoorbeeld de atoommassa van ijzer is 55,847 g/mol, dus {\displaystyle N_{\text{A}}} ijzeratomen, een mol ijzer, hebben een massa van 55,847 g. Omgekeerd bevat 55,847 g ijzer {\displaystyle N_{\text{A}}} ijzeratomen. Dit getal geldt voor gemiddeld ijzer, dat wil zeggen ijzer dat overeenkomt met de relatieve aanwezigheid op Aarde.

### Vanaf 20 mei 2019
Volgens de herdefinitie van de basiseenheden, waaronder ook een herdefinitie van de mol, is de constante van Avogadro sinds 20 mei 2019 een vast bepaald aantal per mol en hangt sindsdien niet meer af van het koolstof-12-atoom. De verhouding tussen aantal deeltjes en hoeveelheid stof is nu per definitie precies 6,022 140 76 × 1023 met als eenheid mol−1. Een gelijk aantal koolstof-12-atomen heeft dan weliswaar nog steeds met grote nauwkeurigheid, maar niet meer precies een massa van twaalf gram.

### Getalswaarde
De getalswaarde van de constante van Avogadro kan in niet-wetenschappelijke context worden aangeduid als '602 triljard'.

## Verband met andere constantes
- De gasconstante {\displaystyle R} voor ideale gassen is per definitie het product van de constante van Boltzmann {\displaystyle k_{B}} en de constante van Avogadro.

{\displaystyle R=k_{B}N_{\text{A}}} in J mol−1 K−1
- De constante van Faraday {\displaystyle F} is het product van de elementaire lading {\displaystyle e} en de constante van Avogadro.

{\displaystyle F=eN_{\text{A}}} in C mol−1
- De atomaire massa-eenheid (1 u of 1 Da) vermenigvuldigd met de constante van Avogadro is bij benadering gelijk aan 1 g/mol. Sinds 2019 is dit niet meer exact geldig. In de praktijk is de afwijking echter zo klein dat men een massa van 1 Da kan blijven zien als een molaire massa van 1 g/mol.

{\displaystyle 1\ {\text{u}}\approx {\dfrac {\text{1 g/mol}}{N_{\text{A}}}}=1,660\ 539\ 067...\times 10^{-27}\ {\text{kg}}}

## Meting van de constante van Avogadro

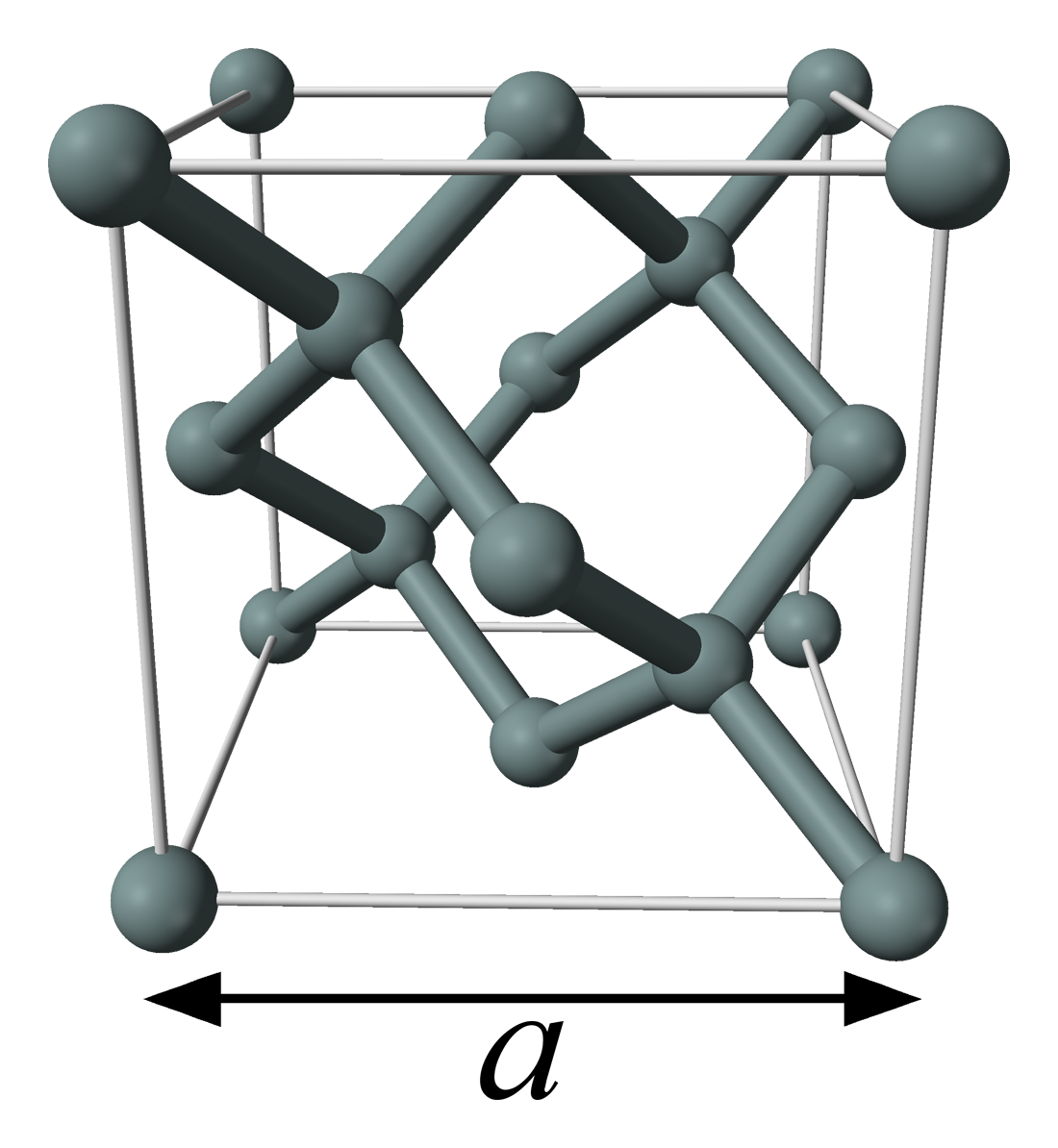
Model van de eenheidscel van kristallijn silicium met 18 siliciumatomen

De constante kan op meer manieren door meting worden benaderd, bijvoorbeeld uit de massadichtheid {\displaystyle \rho } van een kristal, de relatieve atoommassa {\displaystyle M} en de lengte {\displaystyle a} van de eenheidscel die met röntgendiffractie kan worden bepaald. Nauwkeurige waarden voor silicium zijn door het National Institute of Standards and Technology gemeten, waarmee de constante van Avogadro bij benadering wordt gevonden als de verhouding van het molaire volume {\displaystyle V_{m}} en het volume van een atoom {\displaystyle V_{\text{atoom}}}:
{\displaystyle N_{\rm {A}}={\frac {V_{\rm {m}}}{V_{\rm {atoom}}}}},
met
{\displaystyle V_{\rm {m}}={\frac {M}{\rho }}},
{\displaystyle V_{\rm {atoom}}={\frac {V_{\rm {eenheidscelkristal}}}{n}}={\frac {a^{3}}{n}}} en
{\displaystyle n} het aantal atomen per eenheidscel van het volume {\displaystyle V_{\rm {eenheidscelkristal}}}.
Bij silicium zitten er 8 atomen in een eenheidscel, dus {\displaystyle n=8} zodat
{\displaystyle N_{\text{A}}={\frac {8M}{a^{3}\rho }}\ }.
waarin {\displaystyle \rho } de dichtheid is van de eenheidscel van silicium. Voor andere typen kubische roosters gelden andere getallen.

## Nauwkeurigheid
De constante van Avogadro is door te wegen tot op ongeveer 8 cijfers nauwkeurig te benaderen. Dit hangt samen met de maximale nauwkeurigheid van de weegapparatuur. De beste gemeten waarde is 6,02214179(30) 1023 mol−1. De (30) geeft de standaardafwijking aan in de laatste twee decimalen.
Aangezien een atoom koolstof-12 uit zes protonen, zes neutronen en zes elektronen bestaat, de elektronen weinig massa hebben en de massa van een proton ongeveer gelijk is aan die van een neutron, is de som van het aantal protonen en het aantal neutronen dat er in een gram koolstof gaat bij benadering gelijk aan de constante van Avogadro.
Als de massa's van zes mol 'losse' protonen, zes mol neutronen en zes mol elektronen bij elkaar worden opgeteld komt daar ongeveer 12,0001 uit in plaats van 12 gram. Dit komt doordat een atoom minder massa heeft dan de samenstellende delen bij elkaar vanwege de bindingsenergie. Het kost namelijk energie om, tegen de bindingskrachten in, het atoom, en in het bijzonder de atoomkern, te splitsen, de protonen en neutronen van elkaar te scheiden. Massa en energie zijn volgens de massa-energierelatie {\displaystyle E=mc^{2}} uit de relativiteitstheorie aan elkaar gelijk.
Sinds de vernieuwde definities van de SI-eenheden heeft de constante van Avogadro geen experimentele onzekerheid.